# Westtangente Rosenheim

Geplanter Verlauf der Westtangente

Die Westtangente Rosenheim ist eine teils in Betrieb genommene und teilweise noch im Bau befindliche, 11,3 Kilometer lange Umgehungsstraße für Rosenheim. Sie soll die Rosenheimer Innenstadt vom Fernverkehr in Nord-Süd-Richtung entlasten. Seit Anfang 2005 die LKW-Maut auf Bundesautobahnen eingeführt wurde, hatte dieser Verkehr nochmals zugenommen. Sie wird auch als Bundesstraße 15a bezeichnet. In der Planungsphase waren auch der Begriff Westumfahrung Rosenheim und die Bezeichnung als Bundesstraße 15 üblich. Die Fertigstellung soll 2025 erfolgen.

## Verlauf, Anschlussstellen

### Nördlicher Teil (teilweise in Betrieb)
Die geplante Trasse zweigt von Norden kommend bei Wieden in der Gemeinde Schechen von der Bundesstraße 15 ab. Die bisherigen Anschlüsse Wieden und Pfaffenhofen fallen weg. Beide Ortschaften werden aber über ein Brückenbauwerk verbunden. Die zweispurige Westtangente überquert dann zunächst die Bahnlinie Rosenheim–Mühldorf und verläuft dann weiter zwischen Großkarolinenfeld und dem nördlichen Rosenheim. Die erste Anschlussstelle wird die Westtangente mit der bestehenden Staatsstraße 2080 verbinden, die von Richtung Ebersberg kommend später auch als Nordtangente weitergeführt werden soll. Diese Anschlussstelle bindet die Ortschaften Pfaffenhofen, Großkarolinenfeld und einige nördliche Stadtteile von Rosenheim an die neue Straße an. Dieser Teil besteht bereits und ist seit 2018 in Betrieb.
Nur wenige hundert Meter weiter unterquert die Straße wieder eine Eisenbahnstrecke, diesmal die zweigleisige Hauptstrecke von München nach Rosenheim. Kurz dahinter, in einem Waldstück zwischen Großkarolinenfeld und dem Stadtteil Westerndorf St. Peter, besteht die derzeit noch unvollständige zweite Anschlussstelle. Dort schließt die B 15 neu an die Kreisstraße RO 19 an und leitet den Verkehr von Bad Aibling, Großkarolinenfeld und dem Stadtteil Westerndorf St. Peter auf die neue Umgehung. Die bestehende Eisenbahnbrücke über die RO 19 (Schlößlstraße) soll auf Verlangen der DB Netz AG erneuert werden. Die Stadt Rosenheim fordert in diesem Zusammenhang die Vergrößerung der lichten Höhe von derzeit 3,50 m auf 4,50 m und der lichten Weite von derzeit 5,00 m auf 11,50 m. Als einziger noch fehlender Abschnitt soll dieser bis Ende 2025 fertiggestellt werden. 
Von dort läuft sie vier Kilometer weiter durch den westlichen Keferwald und an Fürstätt vorbei. Über die Bahnlinie Rosenheim–Holzkirchen, das Gewerbegebiet Aicherpark, den Mangfallkanal und die Mangfall wurde die Aicherparkbrücke errichtet, die mit einer Länge von 670 Metern die längste Brücke Bayerns an Bundes- und Staatsstraßen ist. Auf dieser Brücke besteht eine Anschlussrampe, welche die Westtangente mit der Georg-Aicher-Straße verbindet. Dieser Anschluss nimmt den Verkehr aus dem Aicherpark, dem nördlichen Teil der Stadt Kolbermoor und den westlichen Teilen der Stadt Rosenheim auf. Die Strecke zwischen der RO 19 und der Staatsstraße 2078 wurde im September 2023 für den Verkehr freigegeben.

### Südlicher Teil (in Betrieb)
Wenige Meter südlich der Aicherparkbrücke wurde die Anschlussstelle an der Staatsstraße 2078 errichtet. Der Anschluss, der etwa 700 Meter vom Anschluss Aicherpark entfernt ist, liegt genau zwischen dem Kolbermoorer Stadtteil Mitterhart und dem Rosenheimer Stadtteil Schwaig. Die Anbindung der südlichen Stadtteile von Rosenheim (Aising/Pang) und Kolbermoor ist somit gewährleistet. Über den sogenannten Schwaiger Kreisel kommt hier auch der Verkehr von der neuen Entlastungsstraße Panorama-Schwaig schnell auf die neue Westtangente.
Weiter führt die Straße durch das Naturschutzgebiet Kalten, bevor sie südlich von Westerndorf bei Pang in die A 8 (München–Salzburg) mündet. Hierfür wurde etwa zwei Kilometer westlich des Autobahndreiecks Inntal eine neue Anschlussstelle „Rosenheim-West“ (100b) errichtet. Die Teilstrecke ist seit dem 12. Oktober 2015 in Betrieb.

## Kosten
Im Bundesverkehrswegeplan 2003 wurden die Baukosten mit 61,3 Millionen Euro veranschlagt.  Davon fallen ca. 11,8 Millionen Euro auf die Großbrücke über den Aicherpark. 2010 wurde bereits mit 63 Millionen Euro gerechnet, die dann über 74 Millionen auf Stand Februar 2015 größer 100 Millionen Euro korrigiert wurden. Im Juli 2015 wurde für die Bauabschnitte zwei bis vier die Baufreigabe mit einem Finanzvolumen von 85 Mio. Euro erteilt. Im Referentenentwurf des BVWP 2030 werden die Kosten mit 78,9 Mio. Euro veranschlagt. Dadurch, dass die Aicherparkbrücke auf einem schwierigen Baugrund errichtet wurde, weist das Staatliche Bauamt Rosenheim derzeit Kosten von 263,5 Millionen Euro aus.
Zwischen 2009 und 1. August 2017 stiegen die Kosten für den ersten Bauabschnitt Bundesautobahn 8 bis zur Staatsstraße 2078 von 20,3 Mio. Euro (Haushaltseinstellung) um 51 Prozent auf 30,7 Mio. Euro (Kosten Straßenbauplan).

## Baufortschritt
Bundesverkehrswegeplan 2003: Hier steht der 11,3 km lange Abschnitt im vordringlichen Bedarf. Der Spatenstich für den ersten Bauabschnitt (Teilstück zwischen St 2078 und A 8) war am 27. August 2012 und die Eröffnung am 12. Oktober 2015. Die Finanzierung der restlichen Bauabschnitte durch Land und Bund wurde schriftlich zugesichert. Für 2016 ist der Beginn des zweiten Bauabschnitts geplant. Aufwendig ist hier der Brückenschlag über das Gewerbegebiet Aicherpark. 2020 wird mit Abschluss dieser Arbeiten gerechnet. Am 20. Juli 2015 informierte Bayerns Innenminister Joachim Herrmann über die Baufreigabe für den Bau der 600 m langen „Aicherparkbrücke“ sowie der nördlichen Abschnitte zur Umfahrung von Pfaffenhofen.
Bundesverkehrswegeplan 2030 (bis März 2016 Bundesverkehrswegeplan 2015 genannt): Vom Bayerischen Staatsministerium des Innern, für Bau und Verkehr wurde die Westtangente Rosenheim als Unterprojekt zum Projekt 2 „B 15, B 304 (Wasserburg) – A 8 (Rosenheim)“ angemeldet. Gemäß Kabinettsentscheid vom 19. Januar 2015 wird am Weiterbau der Westumfahrung Rosenheims festgehalten. Im ersten Referentenentwurf wurde der Neubau als zweistreifige Trasse mit der Projektnummer B15-IP10-BY-IP in die Kategorie laufende und fest disponierte Projekte (FD) aufgenommen. Das im BVWP 2030 im weiteren Bedarf mit Planungsrecht eingestufte Hauptprojekt B015n Landshut (A 92) – Rosenheim (A 8) (B015-G999-BY) – betrifft den Neubau einer Bundesstraße 15n – mündet in die Westtangente Rosenheim (B 15).
An die Veröffentlichung des Referentenentwurfes schloss sich eine sechswöchige Öffentlichkeitsbeteiligung an. Nach Auswertung der eingegangenen Stellungnahmen lag ein überarbeiteter Kabinettsentwurf vor. Nach der Ressortabstimmung Ende Juli 2016 hat das Bundeskabinett den Plan am 3. August 2016 beschlossen.

## Klagen
Das Bauvorhaben wurde einige Male gestoppt, da viele Klagen eingereicht wurden. Diese kamen oft von Anwohnern, die Angst vor dem Verkehrslärm sowie um ihre Immobilien und deren Wertverlust haben. Der Bund Naturschutz klagte gegen die Trasse, da dafür ein Moorgebiet trockengelegt wird. Diese Klagen wurden 2005 abgewiesen und das Bauvorhaben als dringlich eingestuft. Am 30. September 2009 wurden alle verbleibenden Klagen vom Bayerischen Verwaltungsgerichtshof abgewiesen.